# Kozani
Kozani (griechisch Κοζάνη (f. sg.) mazedonisch/bulgarisch Кожани Kožani, aromunisch Cojani) ist eine Stadt und Gemeinde in Nordgriechenland. Sie ist die Hauptstadt der Region Westmakedonien.

## Name der Stadt
Die Stadt wurde von den Slawen Kožani genannt, weil sie als Zentrum der Tierfellproduktion und des Handels mit Leder bekannt war (Leder, Mazedonisch/serbisch: Koža). Nach vorherrschender Meinung in Griechenland stammt der Name vom Dorf Epirus Kósdiani, dem Ursprung der Siedler von Kozani im Jahr 1392. Die Siedlung hieß zuerst Kózdiani, wurde dann in Kóziani und schließlich in Kozáni geändert.

## Geschichte
Kozani wurde von christlichen Siedlern gegründet, nachdem sich die türkischen Herrscher der makedonischen Ebenen in die Berge zurückzogen. Die sichere Lage der Stadt zog bald andere Christen an, die von Epirus vertrieben worden waren. Während des 17. und 18. Jahrhunderts gaben die Handelsgeschäfte mit den Ländern in Zentraleuropa der Stadt die Gelegenheit, sich ökonomisch zu entwickeln.
Anfang des 19. Jahrhunderts bereiste der Engländer William Martin Leake Kozani. Er beschrieb die Stadt als eine Ansammlung von 600 bis 700 Häusern sowie einem guten Basar und Markt, welcher an jedem Samstag abgehalten und sowohl von der osmanischen (türkischen) wie auch von der griechischen Bevölkerung besucht wurde. Leake berichtete weiter, dass Kozani vor seinem Aufenthalt enge Handelsbeziehungen zu Deutschland und Ungarn unterhalten hätte; entsprechend wohlhabende Kaufleute hätten in Kozani ihre Residenz gehabt. Außerdem wäre Kozani der häufigere Aufenthaltsort des griechisch-orthodoxen Bischofs von Kozani und Servia.
Während des Zweiten Weltkriegs wurde Kozani am 12. April 1941 von der Wehrmacht besetzt und verblieb bis zum 28. Oktober 1944, dem Tag des deutschen Rückzugs, unter deutscher Besatzung. Während der deutschen Besatzungszeit war insbesondere der Bischof von Kozani (und Servia) ein Förderer des griechischen Widerstands gegen die deutschen Besatzungstruppen. Kozani war auch Sitz der kleinen griechischen Widerstandsorganisation EKA (Ethniki Kinoniki Amyna).
Am 13. Mai 1995 erschütterte ein Erdbeben mit der Stärke 6,6 auf der Richterskala Stadt und Gemeinde Kozani.

## Bevölkerung, Verwaltung, Politik

### Bevölkerung
Kozani hatte Anfang des 20. Jahrhunderts eine kleine jüdische Gemeinde. Der türkische Bevölkerungsanteil, welcher in der osmanischen Besatzungszeit ab dem 14. Jahrhundert sich in Kozani und der umliegenden Region angesiedelt hatte, musste vor allem nach dem Griechisch-Türkischen Krieg Kozani und die umliegende Region verlassen. 1922 wurden in Thessaloniki 13 muslimische Personen registriert, welche in die Türkei aus der Region Kozani verbracht wurden bzw. flohen; 1923 waren es 26.610 Personen. 1926 mussten alle türkischen Einwohner Kozani und seine Region verlassen.

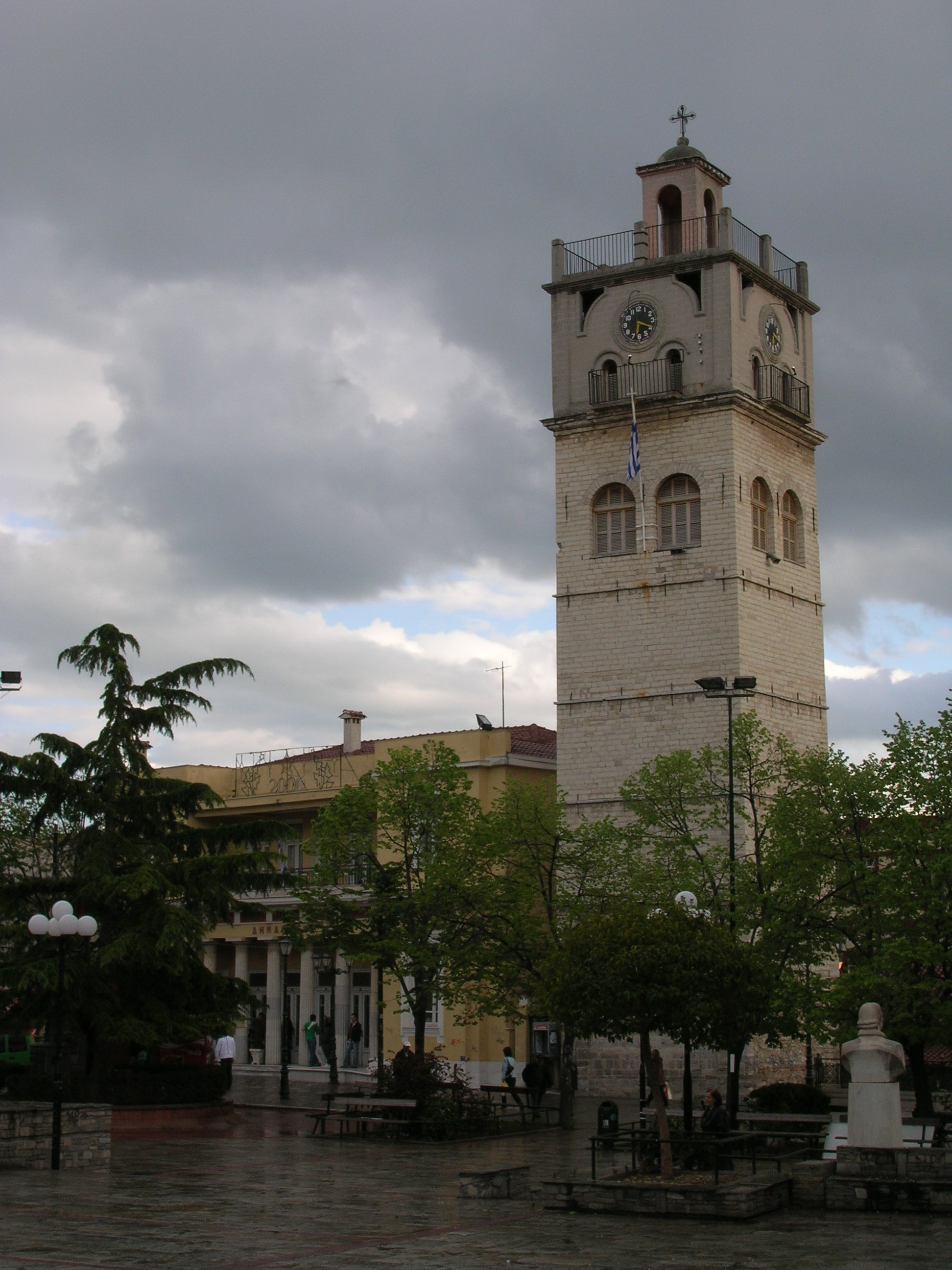
Der Uhrenturm „Mamatsios“ im Zentrum der Stadt Kozani

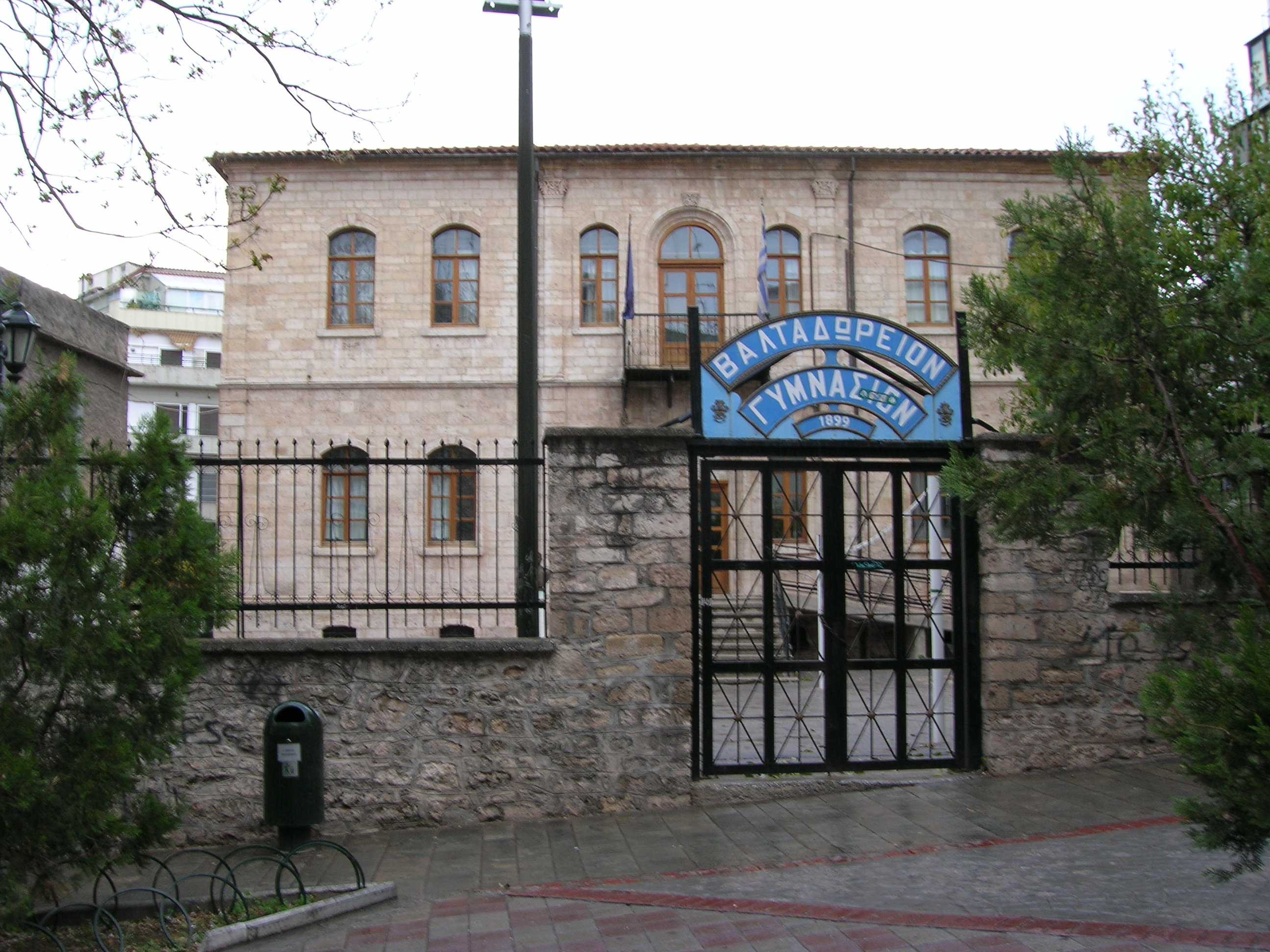
Valtadoreio-Gymnasium

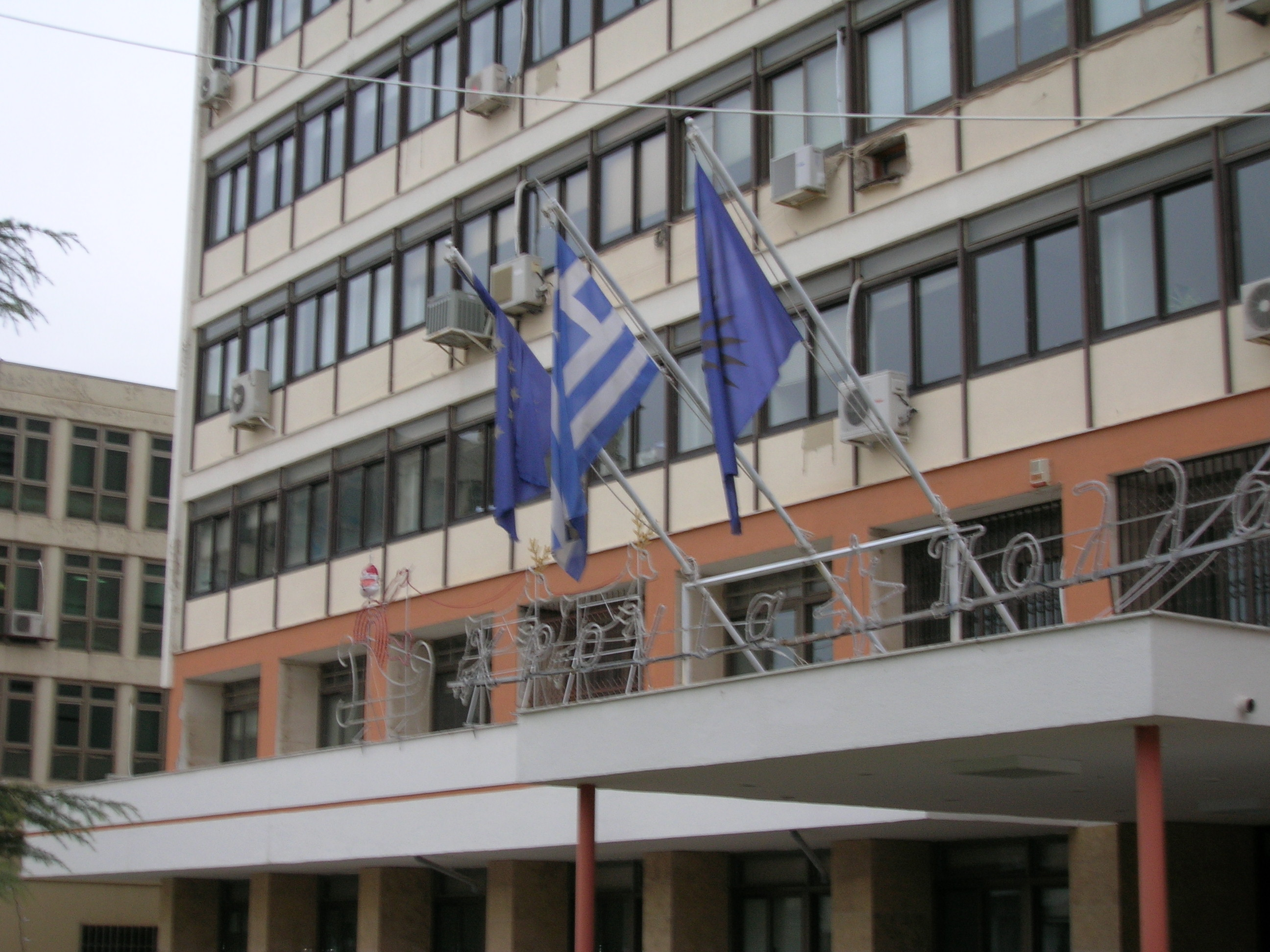
Der Sitz der Verwaltung der Präfektur in Kozani

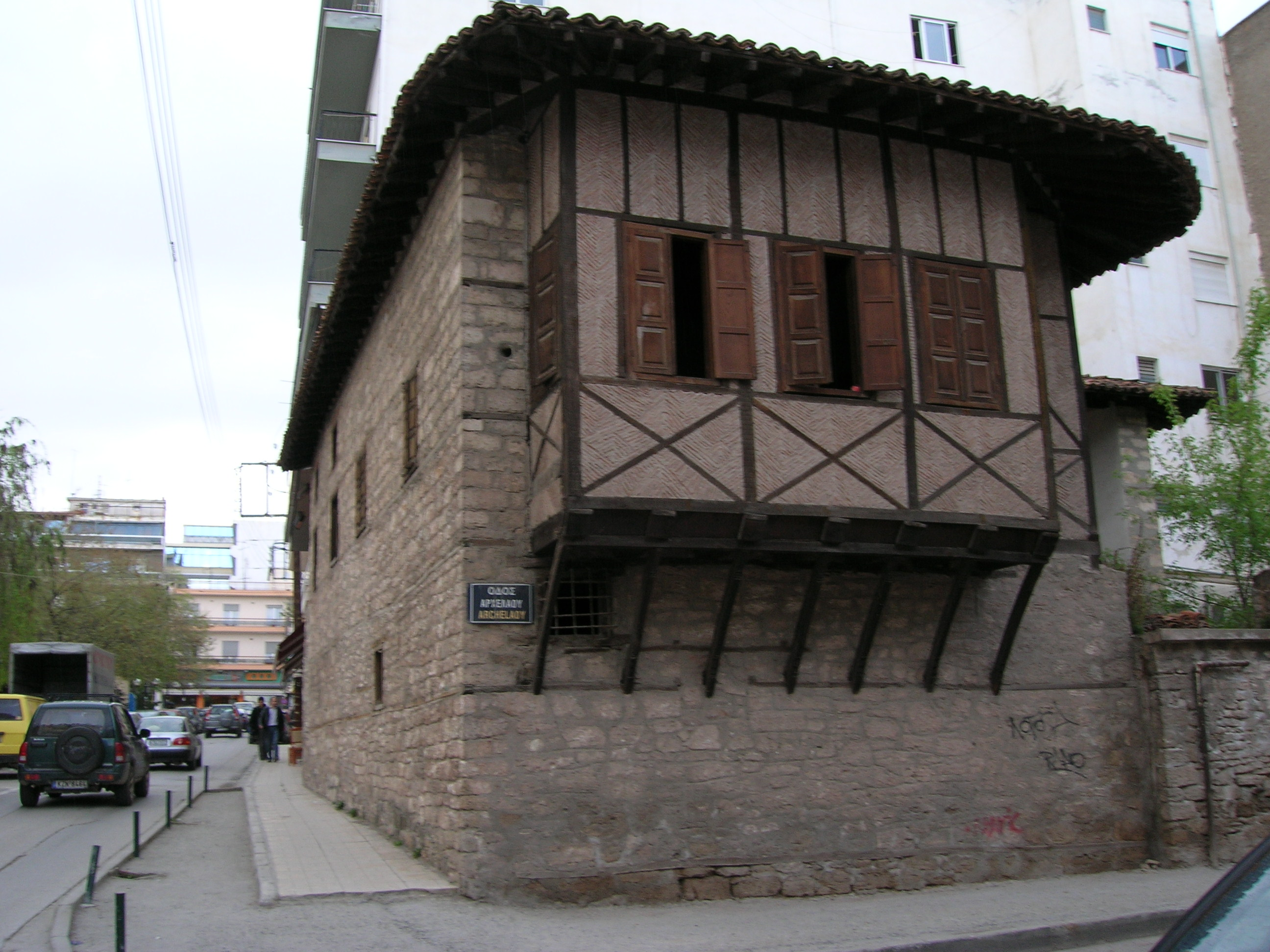
Villa Lassani in Kozani

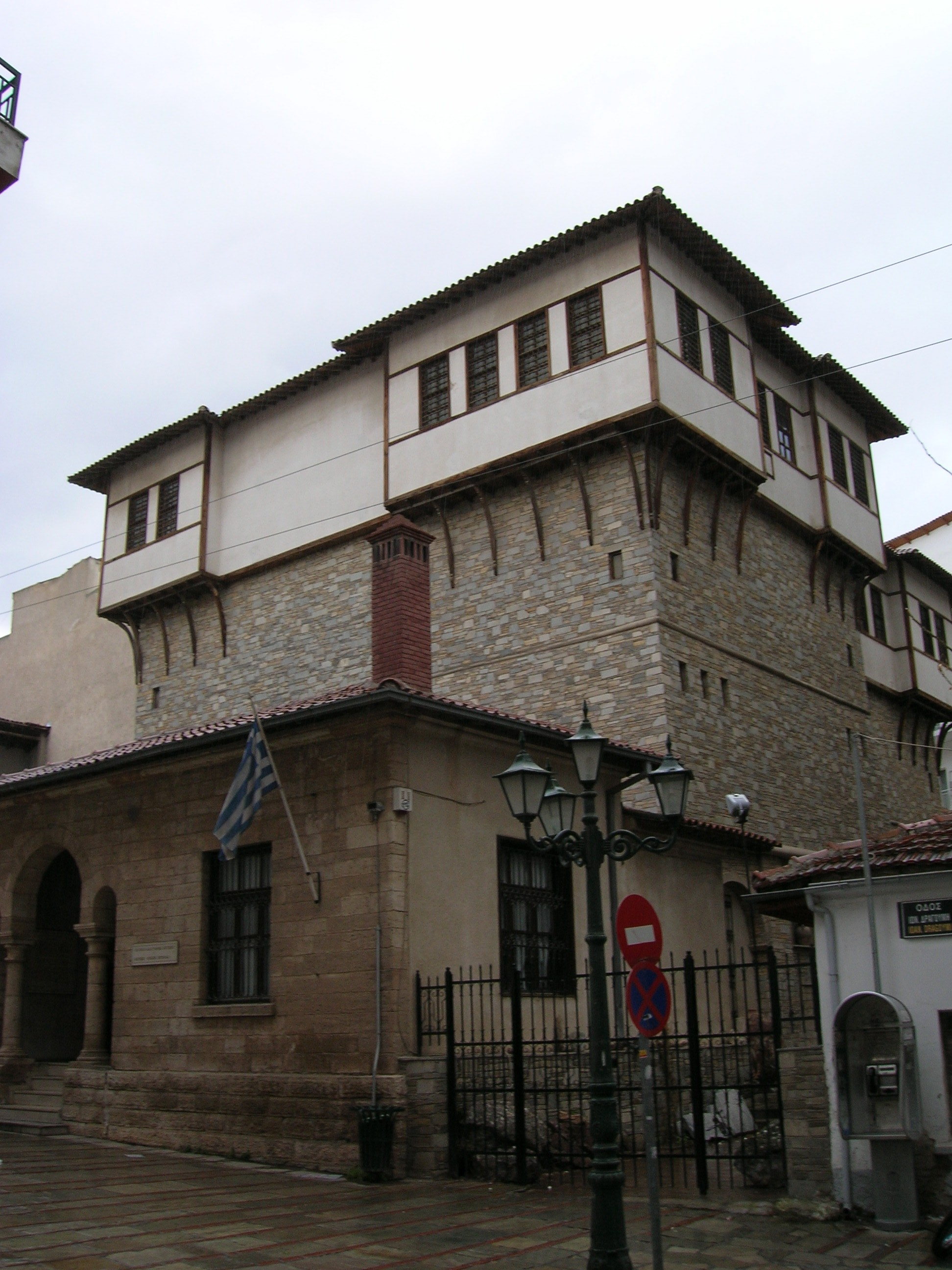
Museum in Kozani

### Verwaltung
Kozani wurde 1918 als Stadtgemeinde (dimos) anerkannt. Im Rahmen der griechischen Kommunalverwaltungsreform 1997 wurden zahlreiche Siedlungen, Gemeinden und Ortschaften in Kozani eingemeindet. Mit der Verwaltungsreform 2010 wurde Kozani erneut um vier Nachbargemeinden erweitert, was die Fläche annähernd verdoppelte. Die ehemaligen Gemeinden von 1997 bilden nun Gemeindebezirke, die Gemeinden von vor 1997 Stadtbezirke bzw. Ortsgemeinschaften, die eigene lokale Vertretungen wählen. Die Einwohnerzahlen stammen aus dem Ergebnis der Volkszählung 2011.
- Gemeindebezirk Dimitrios Ypsilandis – Δημοτική Ενότητα Δημητρίου Υψηλάντη – 2.335 Einwohner
  - Ortsgemeinschaft Livera – Τοπική Κοινότητα Λιβερών (Λιβερά) – 29 Einwohner
  - Ortsgemeinschaft Mavrodendri – Τοπική Κοινότητα Μαυροδενδρίου (Μαυροδένδρι) – 1.059 Einwohner
  - Ortsgemeinschaft Pondokomi – Τοπική Κοινότητα Ποντοκώμης (Ποντοκώμη) – 1.116 Einwohner
  - Ortsgemeinschaft Sideras – Τοπική Κοινότητα Σιδερά – 131 Einwohner
    - Ktenas – Κτενάς – unbewohnt
    - Sideras – Σιδεράς – 131 Einwohner

- Gemeindebezirk Eani – Δημοτική Ενότητα Αιανής – 3.429 Einwohner
  - Stadtbezirk Eani – Δημοτική Κοινότητα Αιανής (Αιανή) – 2.006 Einwohner
  - Ortsgemeinschaft Agia Paraskevi – Τοπική Κοινότητα Αγίας Παρασκευής (Αγία Παρασκευή) – 637 Einwohner
  - Ortsgemeinschaft Chromio – Τοπική Κοινότητα Χρωμίου (Χρώμιο) – 92 Einwohner
  - Ortsgemeinschaft Kerasea – Τοπική Κοινότητα Κερασέα (Κερασέα) – 165 Einwohner
  - Ortsgemeinschaft Kteni – Τοπική Κοινότητα Κτενίου (Κτένι) – 73 Einwohner
  - Ortsgemeinschaft Rodiani – Τοπική Κοινότητα Ροδιανής (Ροδιανή) – 295 Einwohner
  - Ortsgemeinschaft Rymni – Τοπική Κοινότητα Ρυμνίου (Ρύμνι) – 161 Einwohner

- Gemeindebezirk Elimia – Δημοτική Ενότητα Ελιμείας – 5.910 Einwohner
  - Stadtbezirk Krokos – Δημοτική Κοινότητα Κρόκου (Κρόκος) – 2.977 Einwohner
  - Ortsgemeinschaft Amygdalea – Τοπική Κοινότητα Αμυγδαλέας – 66 Einwohner
    - Amygdalea – Αμυγδαλέα – 13 Einwohner
    - Anatoli – Ανατολή – 26 Einwohner
    - Stavroti – Σταυρωτή – 27 Einwohner

  - Ortsgemeinschaft Ano Komi – Τοπική Κοινότητα Άνω Κώμης (Άνω Κώμη) – 1.436 Einwohner
  - Ortsgemeinschaft Kato Komi – Τοπική Κοινότητα Κάτω Κώμης (Κάτω Κώμη) – 288 Einwohner
  - Ortsgemeinschaft Kesaria – Τοπική Κοινότητα Καισάρειας – 744 Einwohner
    - Kesaria – Καισάρεια – 615 Einwohner
    - Kipos – Κήπος – 129 Einwohner

  - Ortsgemeinschaft Kondovouni – Τοπική Κοινότητα Κοντοβουνίου – 116 Einwohner
    - Kondovouni – Κοντοβούνι – 45 Einwohner
    - Pyrgos – Πύργος – 71 Einwohner

  - Ortsgemeinschaft Milea – Τοπική Κοινότητα Μηλέα (Μηλέα) – 173 Einwohner
  - Ortsgemeinschaft Sparto – Τοπική Κοινότητα Σπάρτου (Σπάρτο) – 110 Einwohner

- Gemeindebezirk Ellispondos – Δημοτική Ενότητα Ελλησπόντου – 5.834 Einwohner
  - Ortsgemeinschaft Kilas – Τοπική Κοινότητα Κοιλάδος – 662 Einwohner
    - Kilas – Κοιλάς – 296 Einwohner
    - Thymaria – Θυμαριά – 274 Einwohner
    - Kremasti – Κρεμαστή – 92 Einwohner

  - Ortsgemeinschaft Agios Dimitrios – Τοπική Κοινότητα Αγίου Δημητρίου – 831 Einwohner
    - Agios Dimitrios – Άγιος Δημήτριος – 830 Einwohner
    - Agio Pnevma – Άγιο Πνεύμα – 1 Einwohner

  - Ortsgemeinschaft Agios Charalambos – Τοπική Κοινότητα Αγίου Χαραλάμπους (Άγιος Χαράλαμπος) – 144 Einwohner
  - Ortsgemeinschaft Akrini – Τοπική Κοινότητα Ακρινής – 975 Einwohner
    - Akrini – Ακρινή – 960 Einwohner
    - Profitis Ilias – Προφήτης Ηλίας – 15 Einwohner

  - Ortsgemeinschaft Avgi – Τοπική Κοινότητα Αυγής (Αυγή) – 20 Einwohner
  - Ortsgemeinschaft Drepano – Τοπική Κοινότητα Δρεπάνου 1.302 Einwohner
    - Drepano – Δρέπανο – 1.287 Einwohner
    - Galani – Γαλάνι – 15 Einwohner

  - Ortsgemeinschaft Kapnochori – Τοπική Κοινότητα Καπνοχωρίου 331 Einwohner
    - Anatoliko – Ανατολικό – 28 Einwohner
    - Kapnochori Καπνοχώρι – 301 Einwohner
    - Skafi – Σκάφη – 2 Einwohner

  - Ortsgemeinschaft Klitos – Τοπική Κοινότητα Κλείτου – 408 Einwohner
    - Klitos – Κλείτος – 1 Einwohner
    - Neos Klitos – Νέος Κλείτος – 407 Einwohner

  - Ortsgemeinschaft Polymylos – Τοπική Κοινότητα Πολυμύλου – 436 Einwohner
    - Agia Paraskevi – Αγία Παρασκευή – unbewohnt
    - Agii Theodori – Άγιοι Θεόδωροι – 18 Einwohner
    - Levendis – Λεβέντης – 7 Einwohner
    - Polymylos – Πολύμυλος – 408 Einwohner
    - Zoodochos Pigi – Ζωοδόχος Πηγή – 3 Einwohner

  - Ortsgemeinschaft Ryakio – Τοπική Κοινότητα Ρυακίου (Ρυάκιο) – 285 Einwohner
  - Ortsgemeinschaft Tetralofo – Τοπική Κοινότητα Τετραλόφου (Τετράλοφο) – 320 Einwohner
  - Ortsgemeinschaft Voskochori – Τοπική Κοινότητα Βοσκοχωρίου (Βοσκοχώρι) – 120 Einwohner

- Gemeindebezirk Kozani – Δημοτική Ενότητα Κοζάνης – 53.880 Einwohner
  - Stadtbezirk Kozani – Δημοτική Κοινότητα Κοζάνης – 35.942 Einwohner
    - Agia Kyriaki – Αγία Κυριακή – 61 Einwohner
    - Girokomio – Γηροκομείο – 133 Einwohner
    - Kozani – Κοζάνη – 41.066 Einwohner
    - Kloster Analipsi – Ιερά Μονή Αναλήψεως – 217 Einwohner
    - Spinari – Σπινάρη – 305 Einwohner
    - Z.E.P. (Zoni Energou Poleodromias) – Ζ.Ε.Π. (Ζώνη Ενεργού Πολεοδομίας) – 822 Einwohner

  - Ortsgemeinschaft Alonakia – Τοπική Κοινότητα Αλωνακίων (Αλωνάκια) – 368 Einwohner
  - Ortsgemeinschaft Anthotopos – Τοπική Κοινότητα Ανθοτόπου – 153 Einwohner
    - Anthotopos – Ανθότοπος – 114 Einwohner
    - Kipario – Κηπάριο – 39 Einwohner

  - Ortsgemeinschaft Agrilos – Τοπική Κοινότητα Αργίλου (Άργιλος) – 379 Einwohner
  - Ortsgemeinschaft Charavgi – Τοπική Κοινότητα Χαραυγής – 1.300 Einwohner
    - Charavgi – Χαραυγή – 6 Einwohner
    - Nea Charavgi – Νέα Χαραυγή – 1.294 Einwohner

  - Ortsgemeinschaft Exochi – Τοπική Κοινότητα Εξοχής – (Εξοχή) – 114 Einwohner
  - Ortsgemeinschaft Inoi – Τοπική Κοινότητα Οινόης (Οινόη) – 111 Einwohner
  - Ortsgemeinschaft Kalamia – Τοπική Κοινότητα Καλαμιάς – (Καλαμιά) – 180 Einwohner
  - Ortsgemeinschaft Karyditsa – Τοπική Κοινότητα Καρυδίτσας – (Καρυδίτσα) – 904 Einwohner
  - Ortsgemeinschaft Kila – Τοπική Κοινότητα Κοίλων – 1.643 Einwohner
    - Kila – Κοίλα – 1.115 Einwohner
    - Melissia – Μελίσσια – 26 Einwohner
    - Nea Kardia – Νέα Καρδιά – 502 Einwohner

  - Ortsgemeinschaft Lefkovrysi – Τοπική Κοινότητα Λευκόβρυσης (Λευκόβρυση) – 1.208 Einwohner
  - Ortsgemeinschaft Lefkopygi – Τοπική Κοινότητα Λευκοπηγής (Λευκοπηγή) – 1.161 Einwohner
  - Ortsgemeinschaft Avgeri – Τοπική Κοινότητα Λυγερής (Λυγερή) – 118 Einwohner
  - Ortsgemeinschaft Metamorfosis – Τοπική Κοινότητα Μεταμορφώσεως (Μεταμόρφωσις) – 346 Einwohner
  - Ortsgemeinschaft Nea Nikopolis – Τοπική Κοινότητα Νέας Νικόπολης (Νέα Νικόπολις) – 185 Einwohner
  - Ortsgemeinschaft Petrana – Τοπική Κοινότητα Πετρανών – 696 Einwohner
    - Flughafen – Αεροδρόμιο – 10 Einwohner
    - Petrana – Πετρανά – 682 Einwohner
    - Tselikas – Τσέλικας – 4 Einwohner

  - Ortsgemeinschaft Protochori – Τοπική Κοινότητα Πρωτοχωρίου (Πρωτοχώρι) – 830 Einwohner
  - Ortsgemeinschaft Ptelea – Τοπική Κοινότητα Πτελέας (Πτελέα) – 165 Einwohner
  - Ortsgemeinschaft Skiti – Τοπική Κοινότητα Σκήτης – 289 Einwohner
    - Skiti – Σκήτη – 277 Einwohner
    - Kokkinaras – Κοκκιναράς – 12 Einwohner

  - Ortsgemeinschaft Vatero – Τοπική Κοινότητα Βατερού – (Βατερό) – 738 Einwohner
  - Ortsgemeinschaft Xirolimni – Τοπική Κοινότητα Ξηρολίμνης – (Ξηρολίμνη) – 388 Einwohner

### Politik
Bei den Kommunalwahlen 2010 konnte sich Lazaros Maloutas mit einer Liste aus Anhängern der Parteien PASOK und Demokratische Linke in der Stichwahl mit 56,56 % der Stimmen durchsetzen, womit er zum Bürgermeister gewählt wurde; sein Wahlbündnis errang 25 Sitze im Gemeinderat. Auf die Liste der Nea Dimokratia entfielen zwölf Sitze, auf die Liste der KKE zwei Sitze. Ein Bündnis aus Grünen und SYRIZA errang einen Sitz; ebenfalls ein Sitz ging an das Bündnis Dimos Kozanis – Dimos anichtos.

## Wirtschaft
Bekannt ist diese Gegend als Anbaugebiet des teuersten Gewürzes der Welt, des roten Safrans. Der Anbau wurde in der Zeit des Osmanischen Reichs eingeführt und wird auch heute noch aufrechterhalten. Auch Getreide und Wein wurden in Kozani angebaut. Sowohl Safran als auch insbesondere Getreide wurden auf dem Landwege nach Deutschland und Ungarn verbracht; entsprechend entwickelte sich bereits im 17. Jahrhundert der Handel mit hieraus wohlhabend gewordenen Händlern und deren Familien. Zur Besuchszeit von William Martin Leake Anfang des 18. Jahrhunderts erlebte der Handel in Kozani eine Depression; der Preis des Safrans verfiel von 80 Piaster pro Oka auf 40 bis 50.
Die im Bereich Convenience Food international tätige Firma Alfa hat in Kozani ihren Hauptsitz.
Die in der Region befindlichen Kraftwerke Agios Dimitrios und Kardia waren laut WWF im Jahr 2007 die Kraftwerke mit dem höchsten Ausstoß an Kohlendioxid pro erzeugter Kilowattstunde (kWh) Strom in Europa.

## Infrastruktur
Stadt und Gemeinde Kozani sind Sitz der Universität von Westmakedonien. Eine technische Hochschule (TEI) ist ebenfalls in Kozani beheimatet.

## Verkehr

### Straße
Kozani ist ein wichtiger Kreuzungspunkt von Verkehrswegen in Westmakedonien. Wichtigster Verkehrsträger im privaten, kommerziellen und öffentlichen Verkehr ist die Straße. Von Norden nach Süden führt die Nationalstraße 3 (Europastraße 65) von Florina und Ptolemaida aus kommend über Kozani nach Servia, Elassona und anschließend Larisa in Thessalien. Diese Nord-Süd-Achse dient dem Verkehr nach Florina, Kastoria und Mazedonien. Von Westen erreicht die Nationalstraße 20 (Europastraße 90) aus Ioannina über Konitsa und Siatista und stellt einen Anschluss nach Epirus sicher. Nach Osten führt die Nationalstraße 4 von Kozani aus über Veria und Alexandria nach Chalkidona in der Präfektur Thessaloniki und damit anschließend nach Thessaloniki selbst. Bis Anfang des 21. Jahrhunderts waren alle diese Straßen zweispurige Straßen und erheblich mit dem zunehmenden Verkehr seit den 1990er Jahren belastet. Die Nationalstraße 3 ist unterdessen nach Norden hin umfangreich neu trassiert und ausgebaut worden; auch nach Süden hin wurde diese Straße bis zum Polyfytos-See teilweise neu gebaut. Die Nationalstraßen 4 und 20 blieben hingegen unverändert, wurden aber durch eine neue West-Ost-Autobahn, die Autobahn 2 (Egnatia Odos), entlastet. Die Autobahn 2 führt im Westen über Siatista, Grevena und Metsovo nach Ioannina und Igoumenitsa. Nach Osten führt die Autobahn 2 am Südhang des Vermio-Gebirges vorbei nach Veria und anschließend nach Thessaloniki, Evzoni, Kavala, Chalkidiki und Alexandroupoli. Die umfangreichen Straßenverbindungen werden von Überlandbussen nach Florina, Amyndeo, Thessaloniki, Ptolemaida, Veria und Ioannina genutzt.

### Schiene
Der Bahnhof Kozani ist der Endbahnhof der Strecke Amyndeo–Kozani. Die Strecke wurde 1953 eröffnet und schließt vor allem die Braunkohlegruben in der Umgebung an. Nach zwischenzeitlicher Einstellung des Betriebes von 2002 bis Januar 2007, um die Strecke in Stand zu setzen, ist sie seitdem wieder befahrbar. Personenverkehr findet jedoch nicht statt (2020).

### Flughafen
Der Flughafen Kozani auch bekannt als „Filippos Airport“ ( IATA: KZI, ICAO: LGKZ) liegt 4 Kilometer südöstlich von der Stadt Kozani entfernt und wurde 1950 eröffnet. Die asphaltierte Start- und Landebahn mit einer Ausrichtung von 14/32 ist 1.822 m lang und 30 m breit. Der Flughafen liegt auf einer Höhe von 628 m (2.059 ft) über dem Meeresspiegel.

## Persönlichkeiten und Sehenswürdigkeiten

### Persönlichkeiten
- Michalis Papakonstantinou (1919–2010) war ein griechischer Politiker. Er bekleidete mehrfach Ministerämter unter Ministerpräsident Konstantinos Mitsotakis. 1992/93 war er griechischer Außenminister.
- Georg von Karajan (eigentlich Georgios Karajannis), Baumwollhändler, 1767 nach Wien ausgewandert, 1792 in Dresden geadelt, Stammvater der Familie von Karajan und Ururgroßvater von Herbert von Karajan.
- Evripidis Bakirtzis (1895–1947), Politiker
- Anna Diamantopoulou (* 1959), Politikerin, Europäische Kommissarin für Beschäftigung, soziale Angelegenheiten und Chancengleichheit in der Kommission Prodi.
- Christos Rafalides (* 1972), Jazzmusiker
- Ioannis Amanatidis (* 1981), griechischer Fußballspieler von Eintracht Frankfurt

### Sehenswürdigkeiten
- Architektur: der Uhrenturm Mamatsios (Mamatsios), Folkloremusem, Villen von „Georgios Lassanis“ und „Grigorios Vourkas“
- Bibliothek: 1668 gegründet und mit 150.000 Büchern die zweitgrößte öffentliche Bibliothek Griechenlands
- Kirche Agios Nikolaos: 1664 erbaut
- Archäologisches Museum
- Museum für örtliche Zeitgeschichte
- Volkskunde-Museum

## Städtepartnerschaften
- Iași, Rumänien
- Bristol, Connecticut, USA

## Trivia
Herbert von Karajan entstammte ursprünglich aus einer nordgriechischen Familie aromunischer Herkunft, die 1743 in Kozani erstmals urkundlich erwähnt ist.